# Кулаев, Мстислав Александрович
Мстислав Александрович Кулаев (наст. Мухаметхан Сахипгареевич, баш. Мөхәммәтхан Сәхипгәрәй улы Ҡулаев, 1873—1958) — государственный и общественный деятель, участник Башкирского национального движения, Председатель Башкирского Правительства, учёный-филолог и исследователь башкирского языка, врач, доктор медицинских наук.

## Биография
Происходил из усерганских башкир, родился 25 января (8 февраля по новому стилю) 1873 года в деревне Зианчурина Орского уезда Оренбургской губернии (ныне Кувандыкский район Оренбургской области). Сначала учился в медресе при мечети в родной деревне, а через два года перешёл в открывшуюся русско-башкирскую школу. После её окончания в 1886 году поступил в Оренбургскую гимназию. Окончив обучение в гимназии в 1896 году, поехал в Казань для поступления на медицинский факультет Казанского университета. Принял крещение после окончания университета в связи венчанием с будущей супругой Ниной Анатольевной и стал Мстиславом Александровичем в ноябре 1902 года.
Летом 1902 года получает диплом врача и назначается доктором в госпитале города Казань. В 1910 году получает степень доктора медицинских наук. Кроме врачебной науки занимается изучением фонетического строя и грамматики башкирского языка. Является автором алфавита и букваря для башкир на русской графической основе и 1912 году издает книгу «Основы звукопроизношения и азбука для башкир».
В 1913 году был направлен на врачебную работу в город Варшава. С начала Первой мировой войны вплоть до Октябрьской революции и выхода России из войны с Германией служил главным врачом 275-го полевого госпиталя Юго-Западного фронта. После начала революции возвращается в Казань, затем в Оренбург по приглашению Председателя Башкирского Правительства Шарифа Ахметовича Манатова. C этого момента начинает активно участвовать в Башкирском национальном движении.

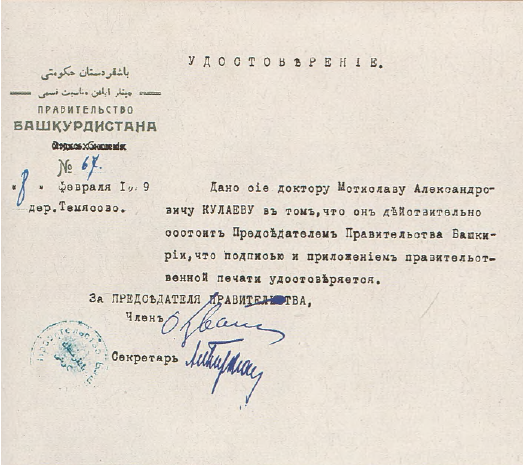
Удостоверение, выданное Правительством Башкурдистана М.А. Кулаеву в 1919 году.

После начала переговоров с Советскими властями о переходе Башкирского Войска в сторону Красной Армии, в селе Темясово 26 января 1919 года состоялась реорганизация Башкирского правительства. Его новым председателем был избран М.А. Кулаев, а А.-З. Валидов — стал командующим Башкирским войском. Это правительство и стремилось оформить автономию уже в Советской системе.
Башкирское правительство направило свою делегацию в Москву в составе председателя Башкирского правительства Мстислава Кулаева, члена Башкирского правительства Муллаяна Халикова и командира Башкирского Войска Абдрашита Бикбавова для переговоров об образовании Башкирской автономной республики.
В итоге 20 марта 1919 года в Москве было подписано Соглашение центральной Советской власти с Башкирским Правительством о Советской Автономной Башкирии. Этот исторический акт со стороны Советского правительства подписали председатель Совнаркома В.И. Ленин, и.о. председателя ВЦИК Михаил Владимирский и наркомнац И.В. Сталин, с башкирской стороны — председатель Башкирского правительства Мстислав Кулаев, член Башкирского центрального шуро М. Халиков и адъютант Башкирского войска А. Бикбавов.
После возвращения из Москвы Кулаев отпросился съездить в Казань к семье и заболел там сыпным тифом, пролежал в больнице и навсегда остался там, отошел от большой опасной политики, занялся врачебной деятельностью, свободное время отдавал изучению проблем родного языка. Им изданы труды: «О звуках башкирского языка» (1928), «Твердый алфавит башкирского языка» (1928), и «О глаголах башкирского языка» (1930). Неизданными остались «Башкирско-русский словарь», «Синтаксис башкирского языка» и «Система синтаксиса в усерганском говоре».
Умер в 1959 году.

## Избранные труды
- Основы звукопроизношения и азбука для башкир. Казань, 1912. 18 с.
- Әлепей. 1919. 35 с.
- О звуках башкирского языка. Казань, 1928, 60 с.
- Твердый алфавит башкирского языка. Казань, 1928. 16 с.
- О глаголах башкирского языка. Казань, 1930. 103 с.